# Blandfordie
Blandfordie (Blandfordia) je rod jednoděložných rostlin z čeledi blandfordiovité (Blandfordiaceae). Ve starších taxonomických systémech byl někdy řazen do čeledi liliovité v širším pojetí (Liliaceae s.l.). Čeleď blandfordiovité obsahuje pouze tento jediný rod.

## Popis
Jsou to vytrvalé byliny s krátkým oddenkem nebo hlízou, dorůstají výšky až 150 cm. Listy jsou často v přízemní růžici, dvouřadě uspořádané, jednoduché a přisedlé, střídavé, s listovými pochvami. Čepele jsou čárkovité, celokrajné, se souběžnou žilnatinou. Květy jsou většinou uspořádány do hroznů, vzácněji jednotlivé a úžlabní, květy jsou oboupohlavné, s 1 listenem a jedním listencem. Květ se skládá z 6 okvětních lístků, které jsou srostlé v okvětní trubku, většinou bývají oranžové až červené barvy s žlutavými cípy. Tyčinek je 6, zhruba do jedné třetiny jsou srostlé s okvětní trubkou. Gyneceum se skládá ze 3 plodolistů, semeník je svrchní, plodem je tobolka.

## Rozšíření ve světě
Jsou známy 4 druhy, přirozeně rostoucí jen ve východní Austrálii a na Tasmánii.